# بيرنا (بوسانسكا كروبا)
بيرنا (بالصربية السيريلية Перна) هي قرية في البوسنة والهرسك. وهي تقع في بلدية بوزانسكا كروبا التابعة لكانتون يونا-سانا في اتحاد البوسنة والهرسك. طبقا لنتائج تعداد البوسنة عام 2013 فقد كان عدد سكانها 31 نسمة.

## التركيبة السكانية

### التطور التاريخي للسكان
| 1961 | 1971 | 1981 | 1991 | 2013 |
| ---- | ---- | ---- | ---- | ---- |
| 909  | 1090 | 155  | 140  | 31   |

## وصلات خارجية
- (بالإنجليزية) Maplandia